# Zbigniew Drzewiecki
Zbigniew Drzewiecki   (Varsòvia, 8 d'abril de 1890 - Varsòvia, 11 d'abril de 1971) pianista i professor polonès, especialment associat a la interpretació de les obres de Frédéric Chopin. Professor i rector de l'Escola Superior de Música de l'Estat de Cracòvia, professor de l'Escola Superior de Música de Varsòvia.
Va començar els estudis sota el seu pare i, després, a Varsòvia, a Oberfeldt i Pilecki. Després de matricular-se, va anar (de 1909 a 1914) a Viena, al taller de Teodor Leszetycki, on va estudiar amb Marie Prentner, l'assistent del mestre. Va actuar en nombrosos recitals a les ciutats poloneses i també a Viena, Praga i Berlín.
El 1916 es va convertir en professor de classes avançades de pianoforte al Conservatori de Varsòvia, i va continuar ensenyant allà fins a la seva mort el 1971. Va ajudar a establir el Concurs Internacional de Piano de Chopin i va exercir els seus jurats des de la primera ocasió, 1927, fins a 1971. Després de la segona guerra mundial, i sobretot després de la mort de Józef Turczyński (1884-1953), fou considerat el màxim professor de piano polonès.
Entre els seus alumnes s'inclouen diversos pianistes famosos del segle xx, la seva influència fou per tant molt forta.

## Llista no exhaustiva d'alumnes
- Ryszard Bakst
- Felicja Blumental
- Walter Buczynski
- Paweł Chęciński
- Halina Czerny-Stefańska
- Jan Ekier
- Róża Etkin-Moszkowska
- Lidia Grychtołówna
- Adam Harasiewicz
- Władysław Kędra
- Bolesław Kon
- Hiroko Nakamura
- Edward Olearczyk
- Eva Osińska
- Regina Smendzianka
- Marta Sosińska
- John Tilbury
- Fou Ts'ong
- Li QiFang
- Roger Woodward
- Eva Maria Zuk
- Enrique Bátiz Campbell

## Condecoracions i premis
- Orde de la Bandera del Treball, 1a classe (1959).[3]
- Creu de Comandant de l'Ordre de Polonia Restituida (1951).[4]
- Creu d'Oficial de l'Ordre de Polonia Restituida (1930).[5]
- Premi estatal de primer grau (1952).[6]